# تنظير القصبات
تنظير القصبات (بالإنجليزية: Bronchoscopy) هو أسلوب إجرائي طبي يستخدم فيه المنظارالمُسمَّى هنا المِشعَاب بنوعيه المنظار الصلب ومنظار الألياف العصبية، لرؤية الطرق التنفسية من الداخل، ويشمل ذلك الحنجرة، وهي (حجرة الصوت)، والرغامى ويتم عادة عن طريق الأنف أو الفم، مما يسمح للطبيب بكشف الأجسام الغريبة، النزيف، الأورام. أو الالتهابات، ويمكن أن تأخذ عينية من داخل الرئتين. كما يمكن استخدام تنظير القصبات من أجل معالجة المرض. مثلاً: عند وجود نمو ما يعيق التنفس فمن الممكن استئصاله بالتنظير. ومن الممكن أيضاً استخدام تنظير القصبات لاستئصال أجسام غريبة دخلت مجرى التنفس. أوجود أورام سرطانية يمكن أيضاً استئصال جزء منها من أجل المزيد من الفحص ويسمى هذا الإجراء (بالخزعة). ويمكن أيضاً أخذ خزعات لدراستها بحثاً عن الجراثيم التي تسبب عدوى الرئة أو التي تسبب مرض ذات الرئة.

## التاريخ
تم استخدام المنظار الصلب للمرة الأولى عام1897 من قبل العالم الألماني غوستاف كيليان (Gustav Killian) الذي أوجد طريقة التنظير من خلال المنظار الصلب واستخدم مادة استخدام الكوكايين كمخدر موضعي. في سنة 1920 قام الأمريكي شوفالييه جاكسون (Chevalier Jackson) بتطوير وصقل المنظار الصلب وذلك باستخدام التنظير البصري لتفقد القصبةالهوائية والشعب الهوائية الرئيسية، وقد ساعده في ذلك البريطاني فيكتور نيجوس (Victor Negus) والذي كان يصمم له المناظير حيث أطلق على المنظار اسم منظار نيجوس وبقي المنظار يستخدم حتى قام الياباني ايكيدا شيكيتو(池田 茂人 Ikeda Shigeto?، 1925 - 2001) باختراع منظار القصبة المرن عام 1966م والذي كان يتميز بقطر من 5مم إلى 6مم وقدرة على الثني بدرجة 180 درجة وتمدد ب 120 درجة، مما يسمح للمنظار بالولوج إلى قصبات القطع وفحصها بشكل أسهل وأدق، وفي الآونة الأخيرة استبدل بمنظار متطور يشمل على كاميرا فيديو مباشر وإضاءة (CCD) ويوجد به قناة لشفط السوائل والإفرازات، وقناة أخرى لأخذ العينات من الأنسجة، كما توجد منها مناظير صغيرة تستخدم للأطفال.

## إجراءات التنظير
لا يحتاج تنظير القصبات إلى بقاء المريض الذي لم يتم تخديره تخدير عام في المستشفى فهو يستطيع العودة إلى بيته بعد التنظير. ويمكن إجراء تنظير القصبات في عيادة الطبيب أو في مستوصف أمراض الرئة، أو في المستشفى. ولا يحتاج بعدها المريض في البقاء في المستشفى بعد إجراء التنظير، يمنع المريض عن الأكل والشرب مدة ست ساعات أو اثنتي عشرة ساعة قبل التنظير لأن الطعام يمكن أن يسبب التقيؤ أثناء التنظير، وهذا ما قد تكون له مضاعفات سيئة للمريض. لذلك ينصح المريض الذي يتناول الأدوية باستشارة الطبيب إن كان يستطيع أن يأخذها. وعلى المدخنين بالامتناع عن التدخين لفترة من ستة ساعات إلى 12 ساعة قبل التنظير.كما يسأل المريض إذا كان يعاني من مشاك نزيف أو مشاكل في القلب أو الرئتين أو يعاني من حساسية والتي تحتاج إلى معالجة خاصة قبل التنظير وأثناءه وبعده. وللمرأة الحامل إجراءات خاصة أيضا لعملية التنظير.
قبل إدخال المنظار، يرش الطبيب عادة مخدراً موضعياً في الأنف والفم. وهذا المخدر يخدر الحنجرة أيضاً. وإذا كان التنظير سيتم من خلال الأنف، فقد يضع الطبيب أيضاً مخدراً داخل مجرى الأنف. خلال العملية يمكن إعطاء المريض دواءً مهدئاً لمساعدته على الاسترخاء، أو يمكن إعطاؤه دواءً يجعله ينام خلال العملية. ضغط الدم والنبض ومستوى الأكسجين في الدم يكون تحت المراقبة أثناء عملية التنظير. عادة ما يستغرق إجراء التنظير من نصف ساعة إلى ساعة. لا يشعر المريض بأي ألم في الأحوال العادية؛ وهو يبقى قادراً على التنفس من تلقاء ذاته أثناء التنظير. يشعر المريض بضغط منظار القصبات عند إدخاله. يدخل الطبيب المنظار عبر الفم أو الأنف وينزل به حتى الحبال الصوتية. ثم يرش عبر المنظار مزيداً من المخدر لتخدير الحبال الصوتية. قد يطلب الطبيب من المريض إصدار أصوات مرتفعة لمساعدة المنظار على تجاوز الحبال الصوتية. لا يسمح للمريض بالتكلم أثناء وجود المنظار في الرئة. بعض الأحيان يوضع فوق المريض جهاز أشعة سينية (فلوروسكوب) لإرسال صور الأشعة إلى شاشة العرض. وهذا ما يساعد الطبيب على الرؤية الواضحة أثناء تحريك المنظار في مختلف أقسام الرئة. بعدها يتم إدخال المنظار في الأنابيب القصبية لفحص الممرات الهوائية السفلى. إذا صادف الطبيب نسيجاً غير طبيعي فإنه يقتطع منه عينة من أجل الدراسة المجهرية. هذه العينة تسمى خزعة.ويتم فحصها ليعرف إن كان هذا النسيج غير سليما أم غير سليم. كما يمكن استخدام إبرة الخزع لأخذ عينة من نسيج الرئة.يسحب الطبيب المنظار ويرسل المريض إلى غرفة الإنعاش حتى يزول تأثير المخدر عنه. قد يستغرق هذا الأمر ساعة. بعد ذلك يجري إخراج المريض من المستشفى. يمكن أن يخبر الطبيب المريض بعض نتائج التنظير الأولية قبل خروجه من المستشفى؛ لكن النتائج قد لا تظهر إلا بعد عدة أيام في حال أخذ الخزعة. ينصح المريض بعد عملية التنظير وخروجه من المستشفى بعدم قيادة السيارة.

## المضاعفات
إن إجراءات تنظير القصبات إجراءات آمنة، ومضاعفاته نادرة، ولكن من الأفضل أن يعرفها المريض تحسباً لحدوثها. قد يتحسس المريض من الدواء المخدر المستخدم. على المريض أن يخبر الطبيب عن أي سوابق تحسسية حدثت معه لأن هذا يساعد طبيب التخدير على اختيار المخدر المناسب. يمكن أن يحدث نزف ويمكن أن تحدث عدوى. إن حدوث النزف نادر، لكنه يكون أكثر احتمالاً عند أخذ خزعة أثناء التنظير أو إذا كان المريض يتناول مميعات الدم. إذا حدث النزف فإنه يتوقف من تلقاء ذاته في الأحوال العادية، ولكن في بعض الحالات النادرة قد يحتاج المريض إلى نقل للدم.ويمكن أن يحدث تمزق في جدار الرئة أثناء استعمال إبرة الخزع. إذا حدث هذا فمن الممكن أن يتسرب الهواء إلى الغشاء المحيط بالرئة فيسبب انخماصاً جزئياً في الرئة. وهذا ما يسمى استرواح الصدر. إذا أدى استرواح الصدر إلى مشاكل تنفسية فقد يضطر الطبيب إلى وضع أنبوب صدري مؤقت. يوضع الأنبوب الصدري بين الرئة وجدار الصدر ويسمح بسحب الهواء الفائض إلى الخارج. يسحب الطبيب هذا الأنبوب بعد عدة أيام عندما يتوقف تسرب الهواء من الرئة. وأيضا يمكن أن يحدث تشنج في القصبات، وهذا ما يمكن أن يجعل التنفس صعباً.أو أن يحدث اضطراب في نظم القلب. تستخدم الأشعة السينية خلال هذه العملية. وتعتبر كمية الأشعة المستخدمة آمنة. ولكن يمكن أن تكون هذه الكمية خطيرة على الجنين. لذلك من المهم أن تخبر المرآة الحامل الطبيب بحملها قبل العملية. إذا استخدم الطبيب التخدير العام من الممكن توقع الغثيان والتقيؤ واحتباس البول وجرح الشفتين وكسر الأسنان وألم البلعوم والصداع. ومن المخاطر الجدية للتخدير العام النوبات القلبية والسكتة وذات الرئة. في حالات نادرة جدا، يمكن أن تؤدي مضاعفات التخدير العام إلى موت المريض.. يمكن أن تحدث الخثرات في الساقين بسبب انعدام الحركة أثناء التخدير العام وبعده. تظهر هذه الخثرات عادة بعد عدة أيام من التنظير. وهي تسبب تورماً وألماً في الساق. يمكن أن تتحرر الخثرة الدموية من الساق وتصل إلى الرئتين فتسبب صعوبة في التنفس وألماً في الصدر، وقد تسبب الموت. لذلك ولتجنب كل هذه الأمور يناقش طبيب التخدير هذه المخاطر مع المريض ويسأله إن كان يتحسس من أدوية معينة ومن المهم جداً أن يخبر المريض الطبيب عند شعوره بأي عرض من هذه الأعراض.في بعض الأحيان يمكن أن تحدث صعوبة التنفس دون سابق إنذار.و إن النهوض من السرير والمشي بعد وقت قصير من العملية هي الطريقة المثلى لتقليل خطر تشكل الخثرات الدموية في الساقين.
يمكن للمريض أن يشعر بالتعب مدة يوم أو يومين بعد التنظير، وهذا أمر طبيعي. كما يمكن أن يشعر بطعم المرارة في الفم والبلعوم و هذا ناجم عن الأدوية المستخدمة في التخدير.أو أن يشعر بتورم في اللسان أو في الجزء الخلفي من الفم. لا يستمر هذا الشعور أكثر من بضع ساعات. ولكن ألم البلعوم وخشونة الصوت قد يستمران عدة أيام. إن مص الأقراص المطرية للبلعوم أو الغرغرة بماء دافئ مالح يمكن أن يساعد المريض على التخفيف من ألم البلعوم. الطبيب يخبر المريض متى يمكنه أن تناول الطعام أو الشراب، وينصح بشرب الماء للتأكد من سلامة البلعوم وسهولة بلع الطعام.ويجب مراجعة الطبيب فورا عند إحساس المريض بصعوبة في التنفس أو ارتفاع في درجة حرارة الجسم لمدة تزيد عن أكثر من 24 ساعة أو خروج أكثر من ملعقتين من الدم مع السعال.

## وصلات خارجية
- http://www.nlm.nih.gov/medlineplus/ency/article/003857.htm Medical Encyclopedia - Bronchoscopy
- Aaron's Tracheostomy Page - Bronchoscopy